# Nedre Skalsjön
Nedre Skalsjön är en sjö i Gävle kommun i Gästrikland och ingår i Skärjåns huvudavrinningsområde. Sjön har en area på 0,381 kvadratkilometer och ligger 59 meter över havet. Sjön avvattnas av vattendraget Skärjån (Tönsån).

## Delavrinningsområde
Nedre Skalsjön ingår i det delavrinningsområde (676996-156216) som SMHI kallar för Inloppet i Tönnebrosjön. Medelhöjden är 65 meter över havet och ytan är 7,84 kvadratkilometer. Räknas de 52 avrinningsområdena uppströms in blir den ackumulerade arean 247,49 kvadratkilometer. Avrinningsområdets utflöde Skärjån (Tönsån) mynnar i havet. Avrinningsområdet består mestadels av skog (72 procent) och sankmarker (22 procent). Avrinningsområdet har 0,45 kvadratkilometer vattenytor vilket ger det en sjöprocent på 5,7 procent.